# Massaspermadonor
Een massaspermadonor is iemand die op grote schaal sperma doneert, vaak via een spermadonatieprogramma. In tegenstelling tot reguliere spermadonoren, die doorgaans een beperkte hoeveelheid donaties doen, kan een massaspermadonor meerdere keren doneren, soms zelfs aan veel verschillende vrouwen of via meerdere donaties in een korte tijd.
Er is echter kritiek op massaspermadonatie, vooral wanneer er geen toezicht of regulering is, omdat het kan leiden tot erfelijke aandoeningen, incest en inteelt, bijvoorbeeld wanneer kinderen van dezelfde donorvader elkaar niet kennen en een relatie aangaan.

## Soorten
Er kan onderscheid worden gemaakt tussen drie soorten massadonoren.
1. Zaaddonoren met als doel om zoveel mogelijk kinderen te verwekken, en die de in Nederland wettelijke vastgestelde aantal donaties van 25 kinderen per donor overschrijden.
2. Donoren die onbedoeld of onbewust massadonor zijn geworden doordat een kliniek hun zaad vaker gebruikt heeft dan is toegestaan.
3. Donoren waarbij hun zaad via een buitenlandse spermabank wereldwijd is gebruikt.

## Bekende massadonoren
Internationaal werd Jonathan Meijer een bekende massaspermadonor door het grote aantal spermadonaties aan wensouders en de grote hoeveelheid nakomelingen die hij heeft verwekt. Meijer omzeilde de wetgeving en verwekte naar eigen zeggen wereldwijd zo'n 550 kinderen. Hij gaf aan altijd heel open hierover te zijn geweest. In 2023 verbood de rechter Meijer om verdere donaties te doen. De rechtszaak kreeg ook in het buitenland aandacht in de media.
Op 3 juli 2024 verscheen de Netflix-documentaire The Man with 1000 Kids over Meijer. In deze miniserie komt het onderwerp over massaspermadonatie uitgebreid aan bod. Meijer zelf reageerde negatief op de documentaire. Hij zei hierover: "550 is het getal dat ik hard kan maken. Voor mij is het geen documentaire. Het is totaal niet gebaseerd op cijfers. Ze hebben geen goede achtergrondcheck gedaan." Meijer wilde een rechtszaak aanspannen naar aanleiding van de documentaire. Die zou hem belasteren, onwaarheden claimen, en op sensatie zijn berust.
Een andere wereldwijd bekende massaspermadonor is de New Yorkse wiskundedocent Ari Nagel, die de bijnaam The Sperminator kreeg. Nagel verwekte ruim 165 kinderen bij wensouders.
Ook de multimiljardair Pavel Doerov, oprichter van Telegram en VKontakte, heeft volgens eigen zeggen met zijn donaties meer dan honderd baby's verwekt in 12 landen. Hij maakte in 2025 een opmerkelijk besluit om zijn gehele vermogen in 2055 na te laten aan al zijn verwekte kinderen.